# Ladislav Eugen Petrovits
Ladislav Eugen Petrovits (srbsky Еуген Ладислав Петровић, 21. ledna 1839, Vídeň, Rakousko–1. dubna 1907, Vídeň) byl rakouský malíř a ilustrátor srbského původu.

## Život a dílo
Byl synem srbského sochaře Dmitrije Petroviče. Přestože jeho rodina chtěla, aby se i on věnoval sochařskému řemeslu, Ladislav byl proti a pod vlivem divadelního malíře Carla Brioschiho se stal malířem. V letech 1857–1861 vystudoval malířství na Akademii výtvarných umění ve Vídni u Frazne Steinfelda a Alberta Zimmermanna. Byl členem klubu akvarelistů při Společnosti vídeňských výtvarných umělců.
Ilustroval řadu knih; svá díla dodával do časopisů Illustrierte Zeitung a L'Illustration. Od roku 1859 se účastnil různých výstav, které byly orientovány na malbu města a krajiny. Petrovits také na žádost města Olomouce namaloval třímetrový panoramatický obraz města před tím, než jeho vedení rozhodlo o zbourání tereziánských hradeb v samotném závěru 19. století. Kromě toho Petrovits namaloval řadu obrazů, které dokládaly život v Olomouci v téže době a byly využity v knize Olomouc v roce 1894.
Ve svých obrazech zachytil také řadu dalších měst na území Rakouska a Itálie. Věnoval se rovněž malbám a kresbám zátiší i žánrovým výjevům ze života měšťanů.

## Úmrtí a hrob
Zemřel ve Vídni a byl pohřben na vídeňském Ústředním hřbitově. Jeho portrétní bustu na hrob vytvořil Anton Brenek.